# كايو أليكساندر
كايو أليكساندر هو لاعب كرة قدم برازيلي في مركز الوسط، ولد في 24 فبراير 1999 في دوق دي كاكسياس في البرازيل.

## وصلات خارجية
- كايو أليكساندر على موقع الدوري الأمريكي (الإنجليزية)
- كايو أليكساندر على موقع قاعدة بيانات كرة القدم.إي يو (الإنجليزية)
- كايو أليكساندر على موقع Soccerway.com (الإنجليزية)